# Gwendolyn Koldofsky
Gwendolyn Koldofsky   (Bowmanville, 1 de novembre de 1906 - Santa Barbara, 12 de novembre de 1998) va ser acompanyant de piano i educadora musical canadenca.
Gwendolyn Williams va estudiar piano amb Viggo Kihl a Toronto, amb Tobias Matthay a Londres i amb Marguerite Hasselmans a París. També va estudiar acompanyament a Londres amb Harold Craxton. El 1943 es va casar amb Adolph Koldofsky, violinista. Koldofsky va viure a Toronto fins al 1944, primer es va traslladar a Vancouver i després a Los Angeles el 1945. Va crear el primer Departament d'Acompanyament a l'escola de música de la Universitat del Sud de Califòrnia el 1947, donant classes de música de cambra i literatura de cançons. També va impartir classes magistrals de veu per a cantants i va ensenyar acompanyament en altres escoles i universitats de música nord-americanes. El 1951 Koldofsky va fundar la beca anual "Koldofsky Fellowship in Accompanying" a l'escola de música de la USC per commemorar el seu marit, que havia mort el mateix any. Koldofsky va ser director d'acompanyament vocal a l'Acadèmia de Música d'Occident del 1951 al 1989.
Va ser acompanyant de Lotte Lehmann, Rose Bampton, Jeanne Dusseau, Herta Glaz, Jan Peerce, Hermann Prey, Martial Singher i Marilyn Horne. Martin Katz i Carol Neblett eren estudiants de Koldofsky.
Koldofsky es va retirar de la docència el 1990 i es va traslladar a Santa Bàrbara el 1991. Va morir allà a l'edat de 92 anys.
El Concurs anual de cançons de Marilyn Horne es presenta a la memòria de Kodolfsky des de 1997. Marilyn Horne recorda Kodofsky com a "Mestra, mentor, acompanyant i el meu estimat amic".
El 2012, la Universitat de Toronto va establir el premi Gwendolyn Williams Koldofsky en acompanyament. La Universitat del Sud de Califòrnia ofereix una beca Memorial Gwendolyn i Adolph Koldofsky.